# Navy Midshipmen

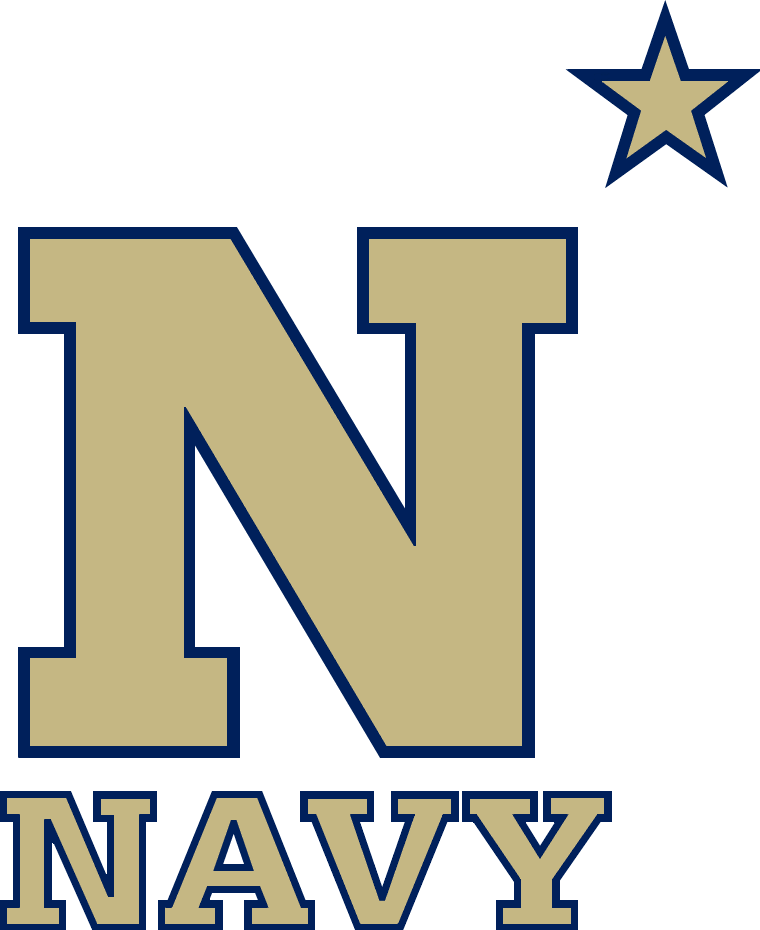
Navy Midshipmen Logo

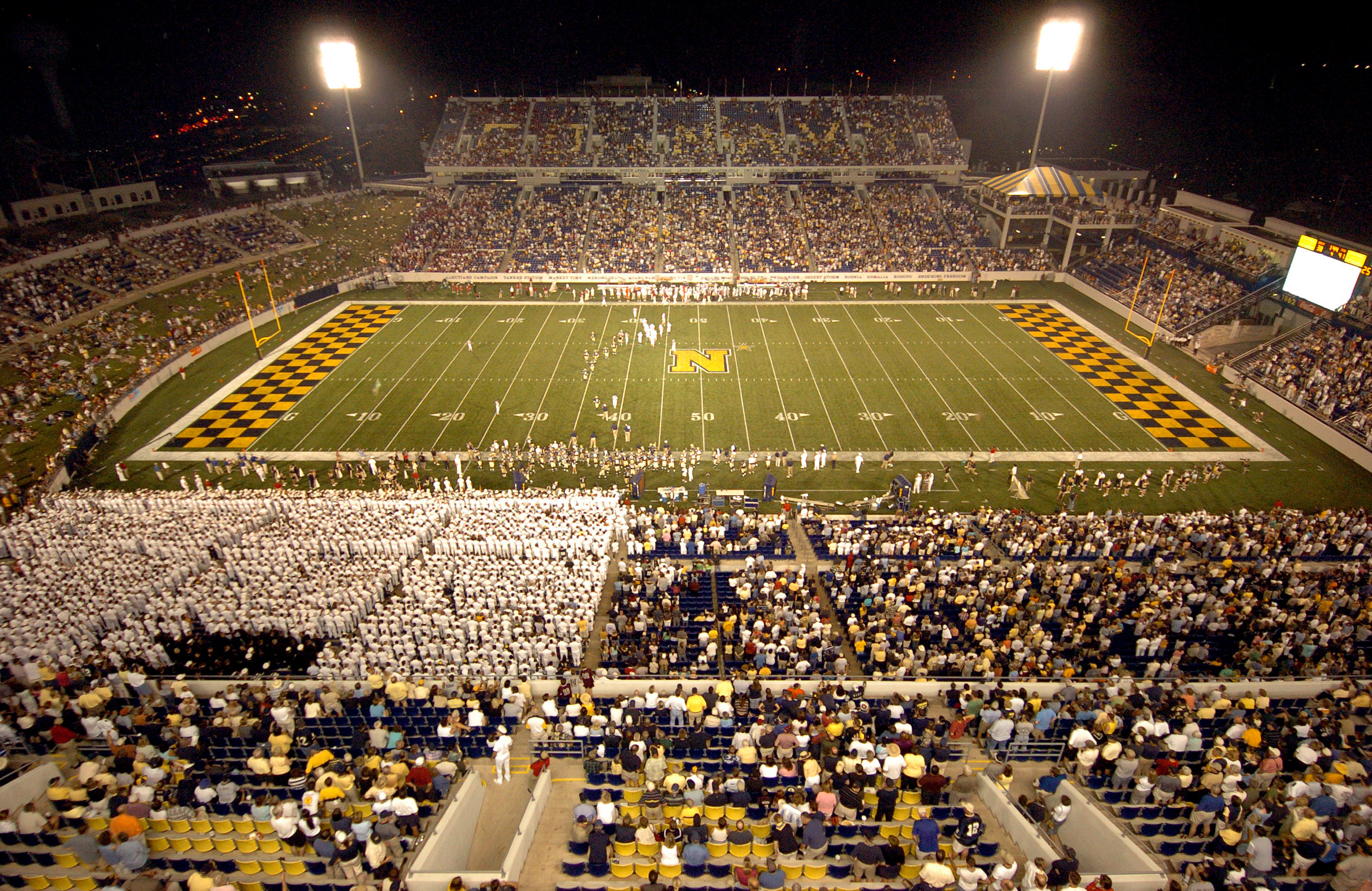
Navy American-Football-Stadion

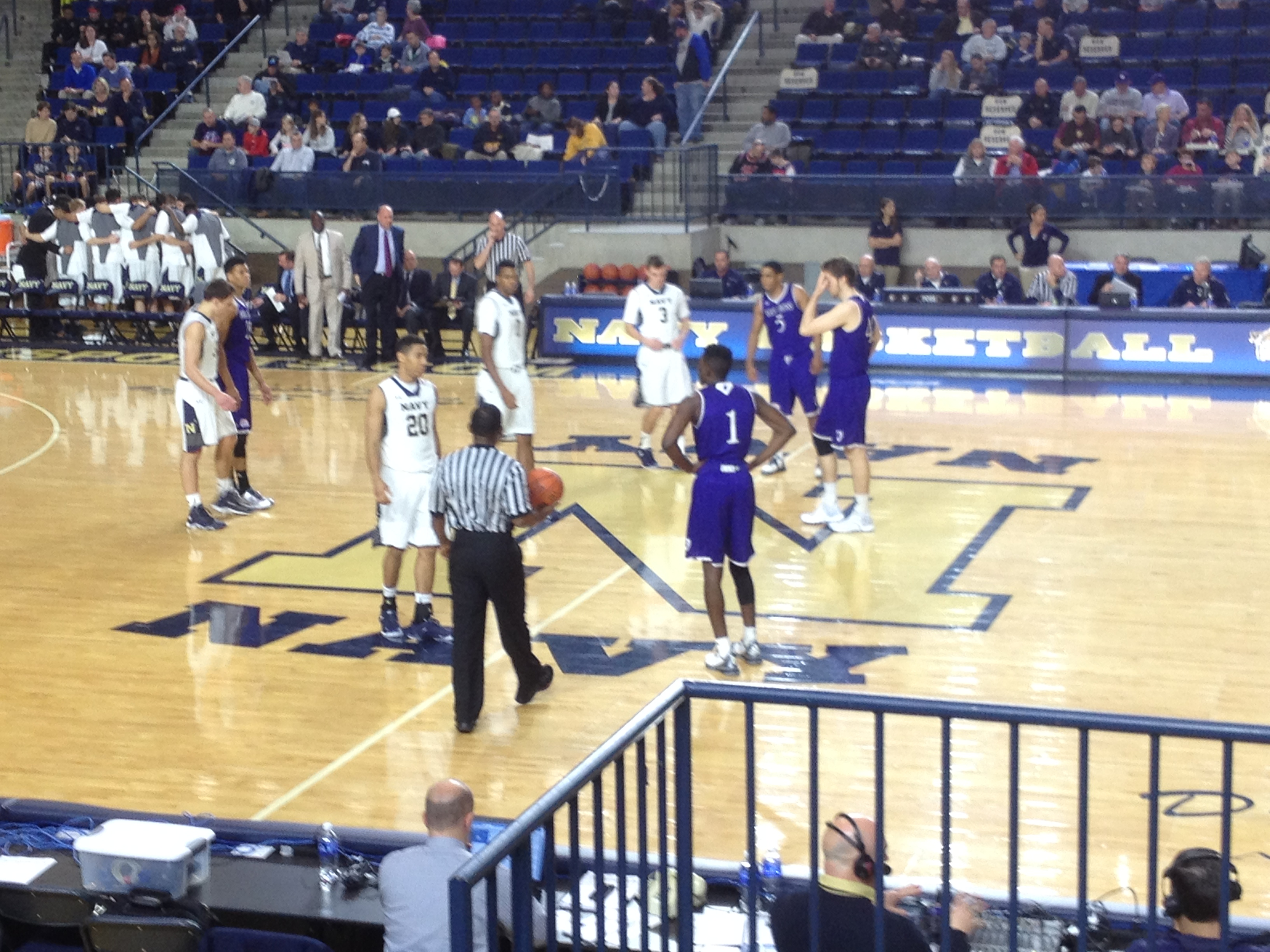
Navy Basketball-Arena

Die  Navy Midshipmen sind die Sportteams der United States Naval Academy. Die 25 verschiedenen Sportteams nehmen an der NCAA Division I als ein Mitglied der Patriot League teil, mit Ausnahme der American Footballer, die in der Konkurrenz American Athletic Conference teilnehmen.

## Sportarten
Die Midshipmen bieten folgende Sportarten an:
Herren Teams
- Baseball
- Basketball
- Crosslauf
- American Football
- Golf
- Gymnastik
- Lacrosse
- Rudern
- Fußball
- Squash
- Schwimmsport & Wasserspringen
- Tennis
- Leichtathletik
- Wasserball
- Freistilringen

Frauen Teams
- Basketball
- Crosslauf
- Golf
- Lacrosse
- Rudern
- Fußball
- Schwimmsport & Wasserspringen
- Tennis
- Leichtathletik
- Volleyball

## Bekannte ehemalige Spieler

### Basketball
- David Robinson; Naismith Memorial Basketball Hall of Fame (2009)

### American Football
- Roger Staubach; Pro Football Hall of Fame (1985)